# Cotabato
Cotabato – miasto na Filipinach w południowo-zachodniej części wyspy Mindanao nad Zatoką Moro. Cotabato jest eksklawą regionu SOCCSKSARGEN graniczące tylko z prowincją Shariff Kabunsuan, ale jako miasto wydzielone jest niezależne od władz prowincji Cotabato. W 2010 roku liczyło 271 786 mieszkańców. Powierzchnia miasta wynosi 176 km².
W mieście znajduje się siedziba władz Autonomicznego Regionu Muzułmańskie Mindanao, chociaż miasto jest częścią regionu SOCCSKSARGEN i nie należy do ARMM.
Cotabato w przybliżeniu jest oddalone o 1294 km od stolicy kraju, Manili. Przez miasto przepływa rzeka Rio Grande de Mindanao.